# Begonia gueritziana
Espèce
Begonia gueritziana est une espèce de plantes de la famille des Begoniaceae.
L'espèce fait partie de la section Reichenheimia.
Elle a été décrite en 1914 par Lilian Suzette Gibbs (1870-1925).

## Répartition géographique
Cette espèce est originaire du pays suivant : Malaisie.